# Mar Roxas
Manuel "Mar" Araneta Roxas II (Quezon City, 13 mei 1957) is een Filipijnse politicus. Roxas was 2004 tot 2010 lid van de Filipijnse Senaat. In 2011 werd hij door president Benigno Aquino III benoemd tot minister van Transport en Communicatie. Sinds 2012 is Roxas minister van Binnenlands Zaken. Roxas is de kleinzoon van de voormalige Filipijns president Manuel Roxas en de zoon van senator Gerardo Roxas.

## Biografie

### Vroege levensloop en carrière
Roxas werd geboren op 13 mei 1957 in Quezon City als zoon van Judy Araneta en Gerardo Roxas, voormalig senator en de enige zoon van voormalig president Manuel Roxas. Hij volgde lager en middelbaar onderwijs aan de Ateneo de Manila University en studeerde daarna economie aan de Wharton School of Economics op de University of Pennsylvania in de Verenigde Staten. In 1979 studeerde hij af, waarna hij zeven jaar werkte bij de investeringsbank Allen & Companyin in New York waar hij zich opwerkte tot assistent-vicepresident.
De dag nadat president Ferdinand Marcos tussentijdse presidentsverkiezingen aankondigde nam hij direct verlof op om oppositiekandidaat Corazon Aquino te kunnen assisteren bij haar verkiezingscampagne. Volgens de officiële uitslag van de verkiezingen was Marcos de winnaar, maar de meeste mensen waren ervan overtuigd dat Aquino de echte winnaar was. Eind februari 1986 kwamen delen van het leger in opstand, waarop miljoenen mensen in een geweldloze revolutie Marcos dwongen het land te ontvluchtten. Aquino werd geïnstalleerd als opvolger van Marcos en Roxas reisde in de jaren erna weer vaker op en neer naar zijn vaderland.
In 1991 werd hij naar aanleiding van een voorstel van zijn hand gestationeerd in een nieuw opgerichte firma, genaamd North Start Capitals Inc.

### Afgevaardigde (1993-2000)
Nadat zijn enige broer Gerardo Roxas jr. op 35-jarige leeftijd overleed aan de gevolgen van kanker besloot Roxas zich bij de verkiezingen van 1992 verkiesbaar te stellen als opvolger van zijn broer, die ten tijde van zijn dood bezig was aan zijn eerste termijn als afgevaardigde van het 1e kiesdistrict van Capiz.
Als lid van het Huis van Afgevaardigden maakte Roxas zich sterk voor onderwerpen als consumentenbescherming, het recht op betaalbare medicijnen en kwaliteit van onderwijs. Een van zijn meest in het oog springende resultaten uit die periode is Republic Act nr. 7880 (beter bekend als: Roxas Law) waarin een eerlijke verdeling van het nationaal budget voor onderwijs over alle provincies wordt geregeld.

### Minister (2000-2003)
In 2000 nam Roxas in zijn derde termijn als afgevaardigde ontslag na zijn benoeming op 2 januari 2000 tot minister van Handel en Industrie in het kabinet van president Joseph Estrada. Op 2 november 2000 nam hij echter weer ontslag. Kort na de val van Estrada in januari 2001 werd Roxas door de nieuwe president Gloria Macapagal-Arroyo opnieuw benoemd op deze post. Tevens werd hij door Arroyo ad-interim benoemd als minister van Energie.

### Senator (2004-2010)
Bij de 2004 deed Roxas mee aan de senaatsverkiezingen en behaalde een recordaantal van 19 miljoen stemmen.

## Privéleven
In de jaren tachtig en negentig had Roxas een relatie met voormalig model Maricar Zaldarriaga, met wie hij een volwassen zoon Paolo Roxas heeft. Sinds 2004 heeft Roxas een relatie met actrice Korina Sanchez. Op 25 april 2009 maakte Sanchez in een aflevering van de ABS-CBN show Wowowee bekend dat zij en Roxas inmiddels verloofd waren.. Op 27 oktober 2009 trouwde ze met Roxas, in aanwezigheid van vele prominente Filipino's, zoals vicepresident Noli de Castro, voormalig president Joseph Estrada, opperrechter Reynato Puno, voormalig opperrechter Artemio Panganiban, senator Benigno Aquino III en diens zus, actrice Kris Aquino.